# João de Siqueira Afonso
João de Siqueira Afonso, foi um bandeirante paulista, natural de Taubaté. Teria descoberto as lavras de ouro em São José del-Rei, e fundado, no lugar, a Capela de Santo Antônio da Canjica, iniciando o povoamento da região, que hoje é Tiradentes.
Era um ativo bandeirante. Teria partido de São Paulo no começo do século XVIII, indo em direção a Calambau, para prear indígenas. Tendo descoberto e manifestado ouro pelos caminhos que transitou. Sabe-se que descobriu ouro no Rio das Mortes, no local chamado Ponta do Morro. Também manifestou o ouro que já vinha sendo explorado em Guarapiranga, em 1704, e em Aiuruoca, entre 1705 - 1706.